# John Stamos
John Phillip Stamos (19. kolovoza 1963.) je američki glumac. Najpoznatiji je u ulozi Jessea Katsopolisa u seriji Puna kuća.